# Cornelis Visscher
Cornelis Visscher (Haarlem, 1619. – Haarlem, 1662.) je bio nizozemski grafičar. Jedan je od najznačajnijih predstavnika nizozemskog bakropisa. Učenik je Rembrandta vna Rijna.
Neka se njegova djela nalaze u Galeriji starih i novih majstora Gradskog muzeja u Varaždinu.